# Carpoxylon
Carpoxylon é um género botânico pertencente à família Arecaceae.

## Espécies
- Carpoxylon macrospermum

1. ↑  «Carpoxylon — World Flora Online». www.worldfloraonline.org. Consultado em 19 de agosto de 2020